# Rue de Moussy
Pour les articles homonymes, voir Moussy.
La rue de Moussy est une voie, ancienne, du 4e arrondissement de Paris, en France.

## Situation et accès
La rue de Moussy, d'une longueur de 137 mètres, est située dans le 4e arrondissement, quartier Saint-Gervais, et commence au 4, rue de la Verrerie et finit au 19, rue Sainte-Croix-de-la-Bretonnerie.

## Origine du nom
Selon les frères Lazare, elle doit sa dénomination à Jean de Moussy, échevin en 1530, sous la prévôté de Jean Luillier.
Jacques Hillairet suppose qu'il s'agit plutôt du nom de Marie de Moussy, épouse de Bernard Prévost, seigneur de Saint-Cyr, conseiller au Grand Conseil de 1631 à 1657,, qui apporta en dot son hôtel particulier qui était situé dans cette rue.

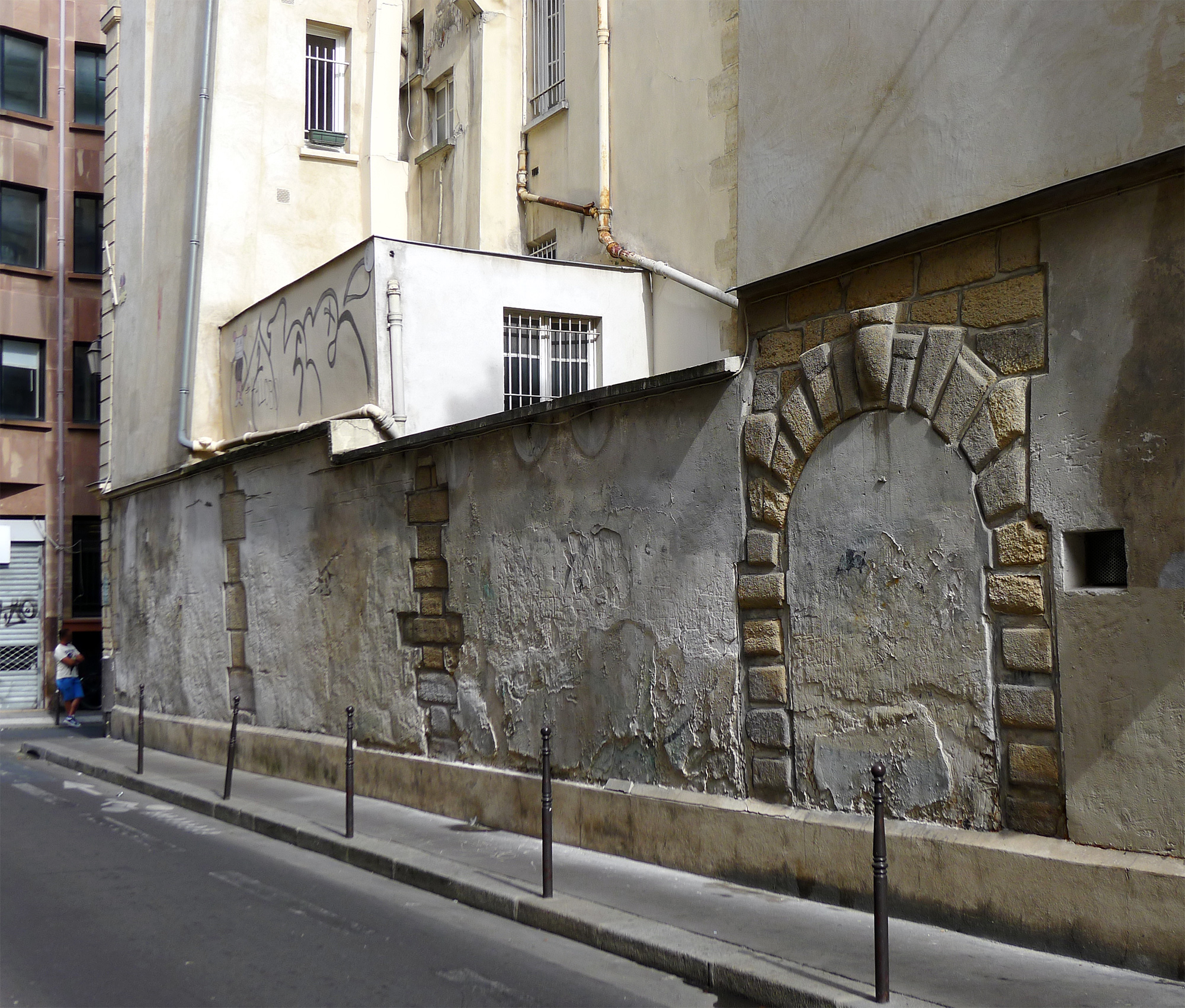
Partie ancienne de la rue.
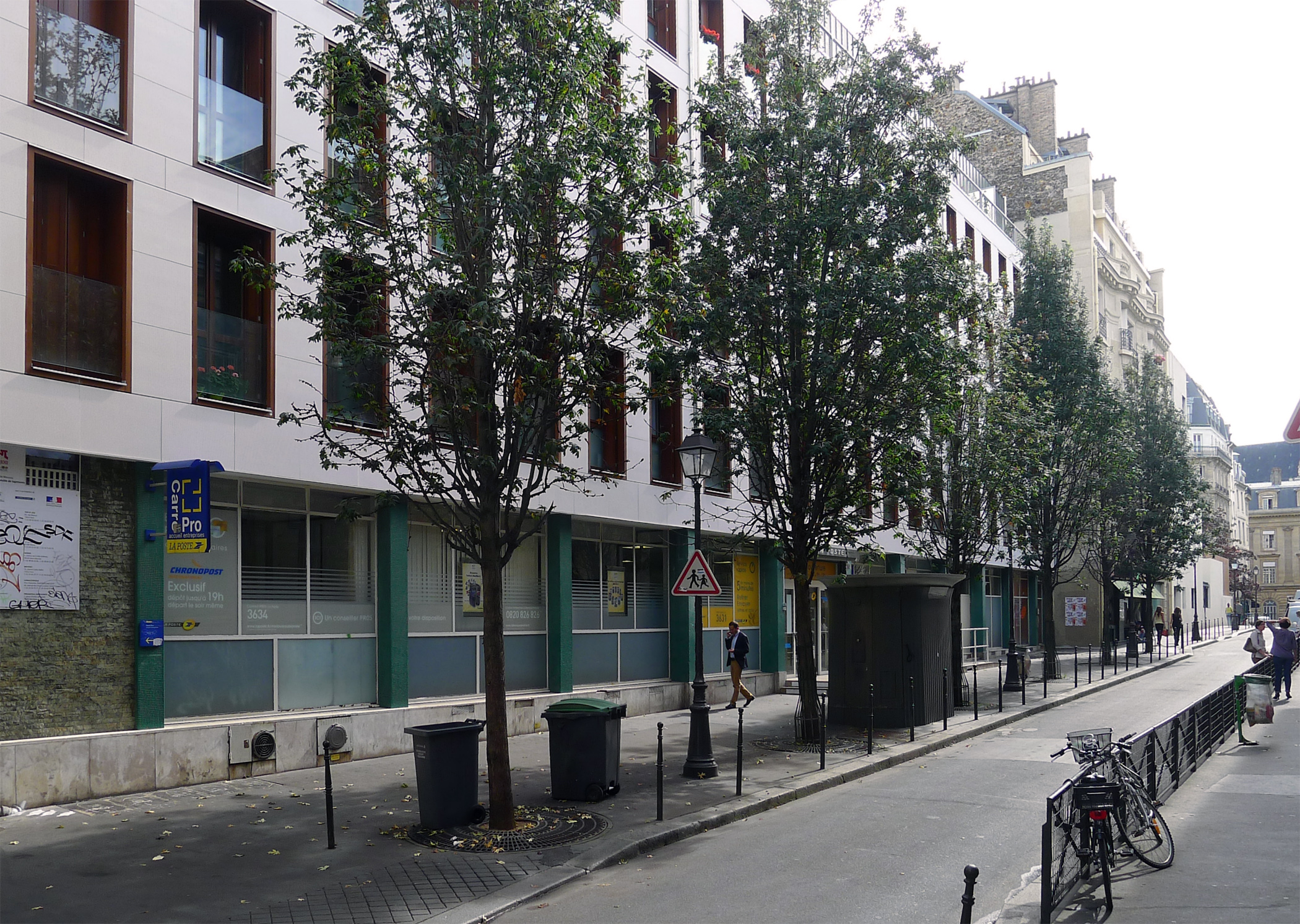
Partie récente.
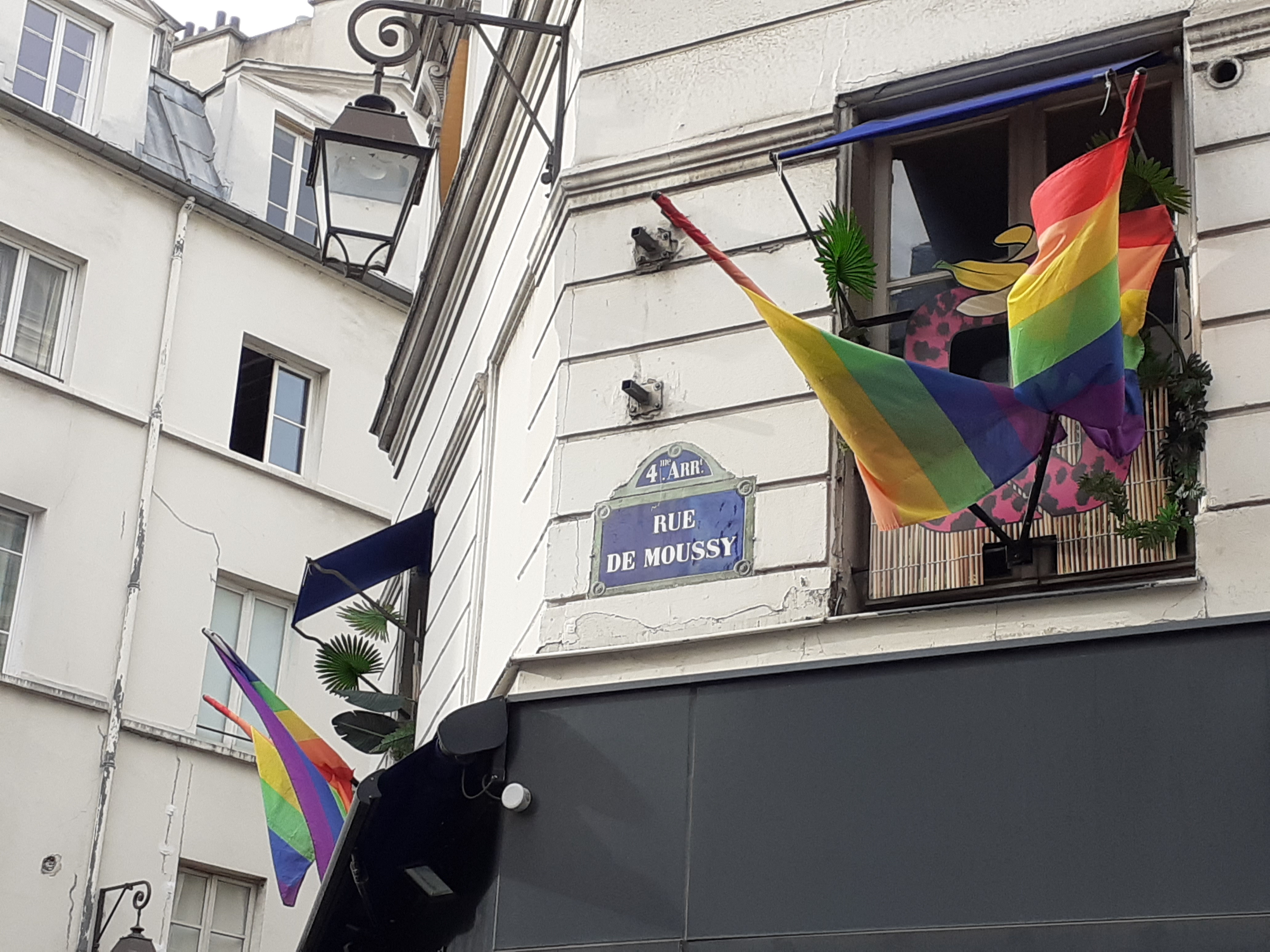
La rue de Moussy, côté rue de la Verrerie (Paris).

## Historique
Cette voie était presque entièrement bâtie sous le règne de Philippe Auguste.
Au XIIIe siècle, elle est appelée « rue du Franc-Mourier », « rue du Franc-Morier » et « rue du Franc-Meurier ».
Elle est citée dans Le Dit des rues de Paris de Guillot de Paris sous le nom de « rue du Franc-Monrier ».
L'évêque Cauchon habita cette rue ainsi que François Poisson, père de la marquise de Pompadour.
Corrozet la désigne sous le nom de « ruelle descendant à la Verrerie ».
Elle fut également occupée par le couvent des religieux de Sainte-Croix-de-la-Bretonnerie. Réformé en 1518, fermé en 1778 à la suite de malversations, le couvent fut démoli en 1793. Dans sa chapelle eurent lieu les réunions des crieurs pour les inhumations (premiers organisateurs des pompes funèbres de Paris).
Au XVIe siècle, elle prend le nom de « rue de Moussy » et est fermée par une grille à chaque extrémité au début du XIXe siècle.
Une décision ministérielle, du 18 brumaire an VI (18 novembre 1797), signée Letourneux, fixe la largeur de cette voie publique à 6 mètres. Cette largeur est portée à 10 mètres, en vertu d'une ordonnance royale du 6 décembre 1827.
Au XIXe siècle, la rue de Moussy, d'une longueur de 137 mètres, qui était située dans l'ancien 7e arrondissement, quartier du Marché-Saint-Jean, commençait aux 8-10, rue de la Verrerie et finissait aux 21-23, rue Sainte-Croix-de-la-Bretonnerie.
Les numéros de la rue étaient noirs. Le dernier numéro impair était le no 7 et le dernier numéro pair était le no 10.

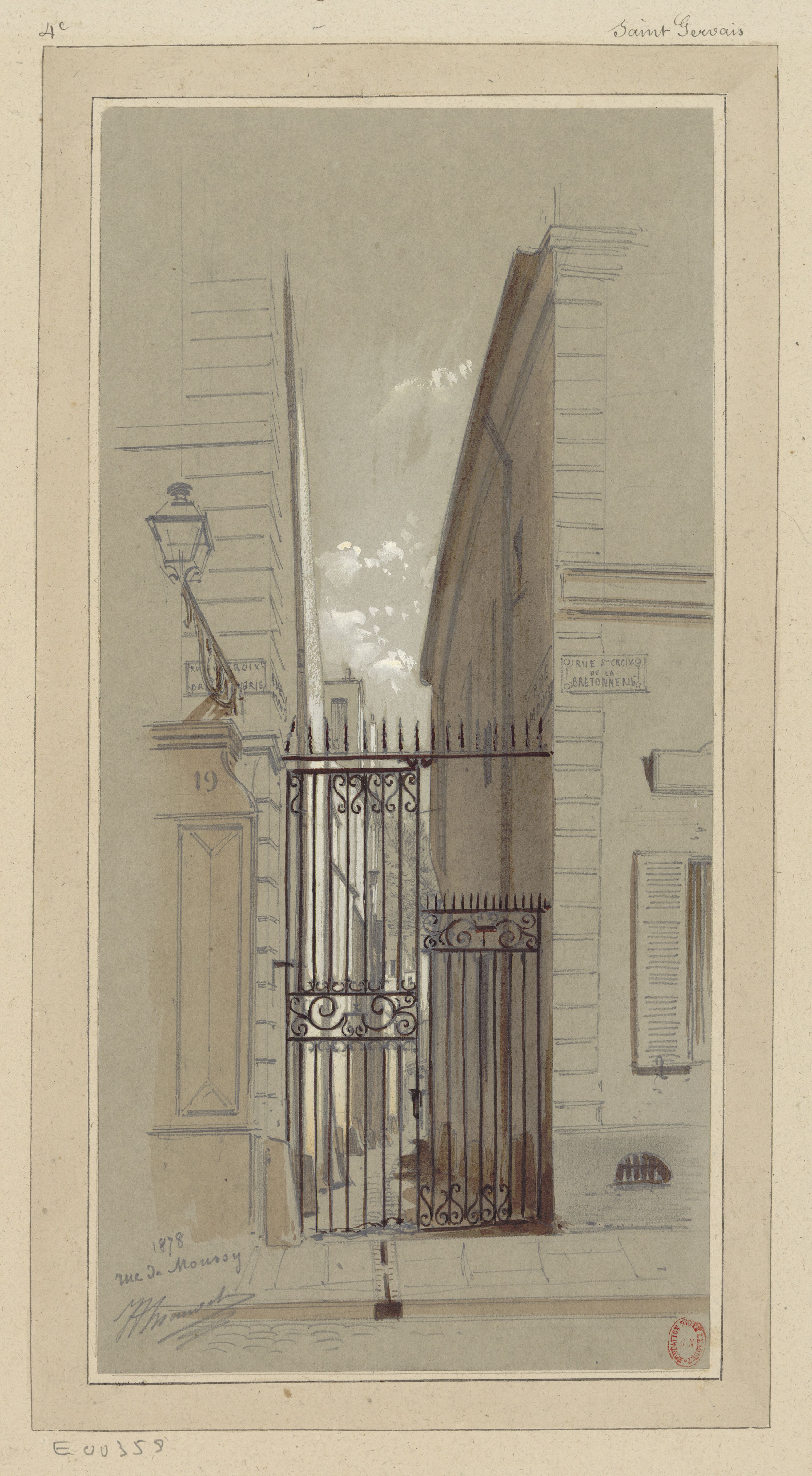
La grille fermant la rue du côté de la rue Sainte-Croix en 1878 (dessin de Jules-Adolphe Chauvet).
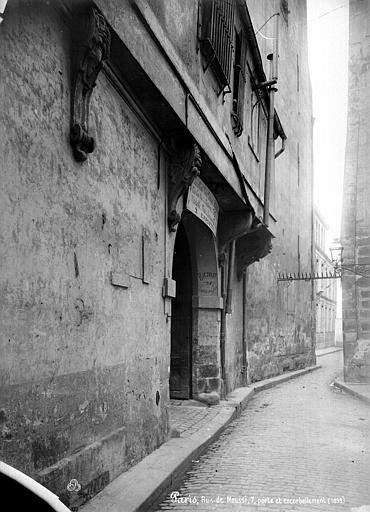
Vue du porche de l'hôtel des évêques de Beauvais en 1892 (photographie de Paul Robert).
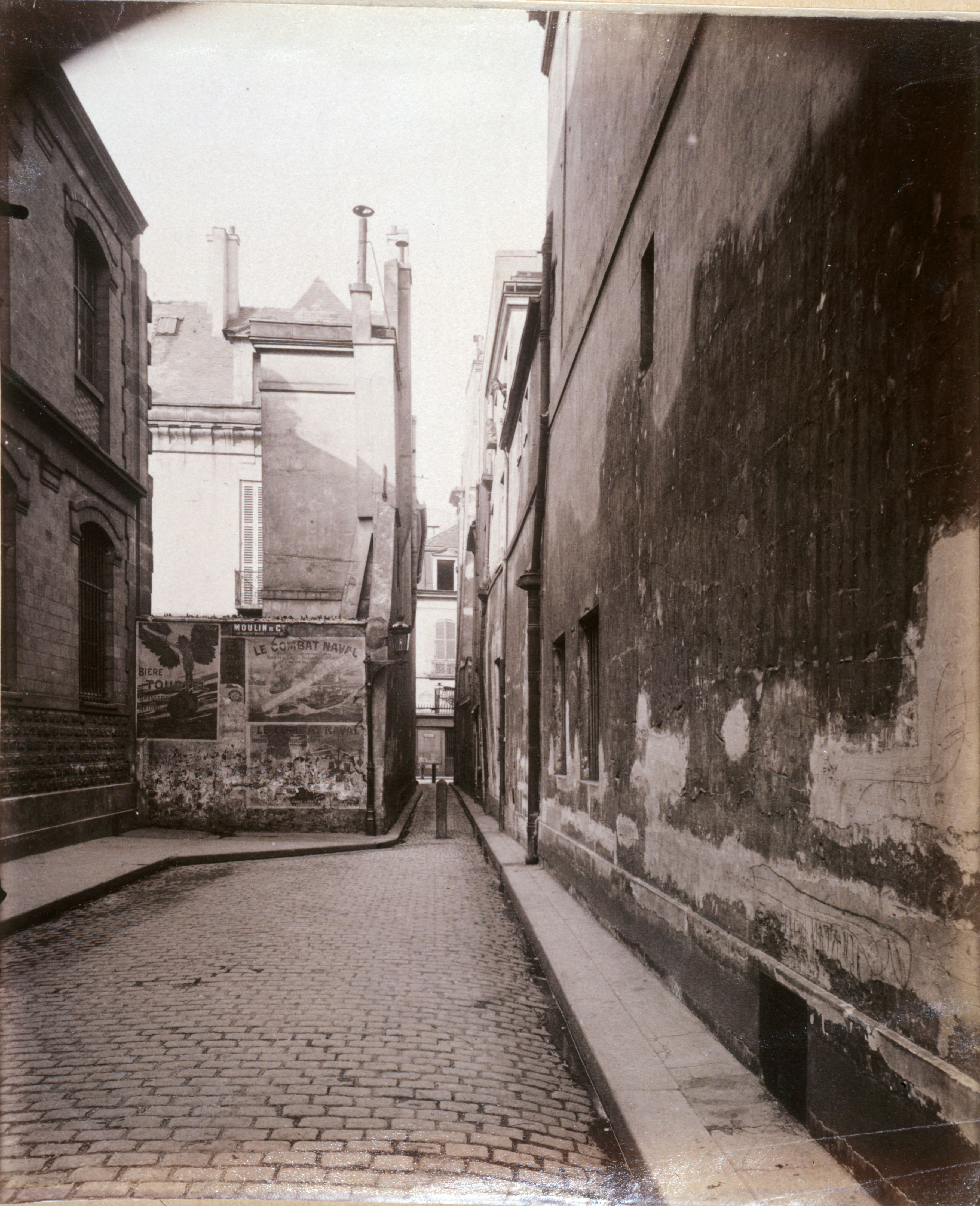
La vue vers la fin du XIXe siècle. On reconnait l'école élémentaire sur la gauche (photographie d'Eugène Atget)
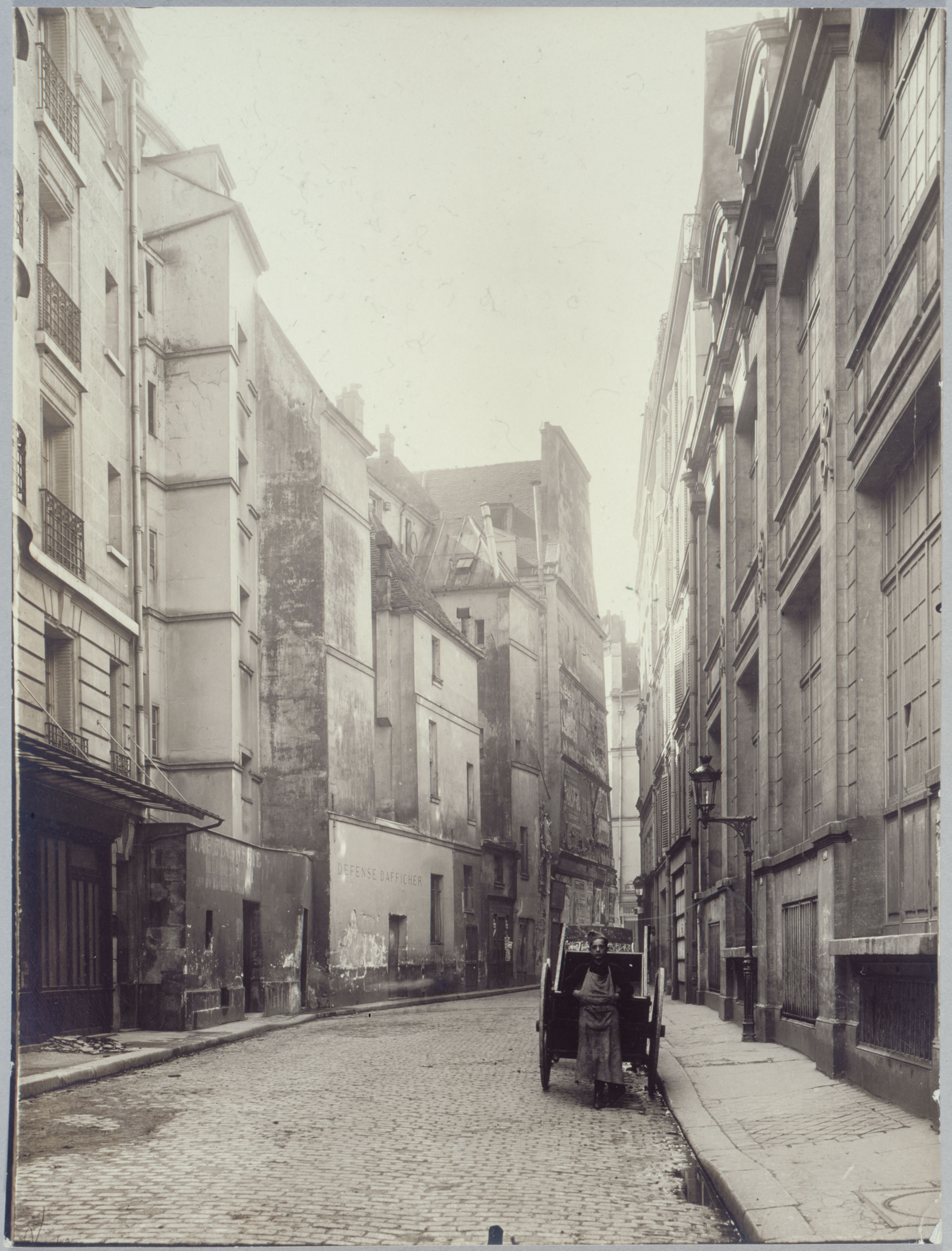
En 1917, vers la rue de la Verrerie (photographie de Charles Lansiaux).

## Bâtiments remarquables et lieux de mémoire
- Nos 2 à 6 : emplacement, du XIVe siècle à 1793, du cimetière de l’église Saint-Jean-en-Grève, surnommé le « cimetière vert »[6].
- No 7 : emplacement d'un hôtel particulier, démoli en 1895, ayant appartenu aux évêques de Beauvais et qui fut habité par Pierre Cauchon. Cet hôtel servit également d'habitation à Bernard Prévost, seigneur de Saint-Cyr et au père de la marquise de Pompadour.
- No 9 : École élémentaire publique Moussy